# Куліков Сергій Станіславович
Сергі́й Станісла́вович Куліко́в (народився 22 липня 1968) — солдат Збройних сил України, учасник російсько-української війни.

## З життєпису
В мирний час проживає у м. Звенигородка.
На виборах до Черкаської обласної ради 2015 року балотувався від партії «Блок Петра Порошенка „Солідарність“». На час виборів проживав у Звенигородці, був підприємцем.

## Нагороди та відзнаки
За особисту мужність і героїзм, виявлені у захисті державного суверенітету та територіальної цілісності України, вірність військовій присязі під час російсько-української війни нагороджений
- орденом «За мужність» III ступеня (4.12.2014)

Указом Президента України № 336/2016 від 19 серпня 2016 року нагороджений ювілейною медаллю «25 років незалежності України».